# نهر بن ناصر سفلى (حسيني)
نهر بن ناصر سفلى (بالفارسية: نهرابن ناصر سفلی) هي منطقة سكنية تقع في إيران في قسم حسيني الريفي. يقدر عدد سكانها بـ 110 نسمة .